# Anthreptes seimundi
Anthreptes seimundi là một loài chim trong họ Nectariniidae.